# La liberazione di Ruggiero
La liberazione di Ruggiero dall'isola d'Alcina (česky Ruggierovo vysvobození z Alcinina ostrova) je komická opera o čtyřech obrazech skladatelky Francescy Caccini. Libreto napsal Ferdinando Saracinelli na motivy knihy Zuřivý Roland od Ludovica Ariosta. Jedná se o první dochovanou operu, jejíž autorkou je žena.

## Historie
Dílo objednala Marie Magdalena Habsburská při příležitosti návštěvy polského prince Vladislava Zikmunda, pozdějšího krále Vladislava IV. Vasy, na Medicejském dvoře ve Florencii. To se odráží již v prologu opery, kdy se Neptun obrací přímo na vzácného hosta. V opeře jsou obsaženy další narážky na tehdejší politickou situaci.
Opera měla úspěch a hostu se líbila, o čemž svědčí i skutečnost, že byla provedena v roce 1628 ve Varšavě. Protože existuje dobový překlkad libreta do polštiny, nelze vyloučit, že toto uvedení bylo provedeno v polštině.

## Obsazení
Obsazení opery sestává téměř výhradně z vysokých hlasů - šest sopránů, dva alty, sedm tenorů; vystupuje zde pouze jeden bas, zcela chybí kastráti.

## Děj opery
Kouzelnice Alcina láká muže na svůj ostrov. Zde je posléze proměňuje ve stromy či kameny. Na Alcinin ostrov přichází Ruggiero, který je ale chráněn kouzlem dobré čarodějky Melissy. Když Alcina pochopí, že není schopna překonat dobrá kouzla Melissina, prchá se svými služebnými stvůrami z ostrova.

## Obsah

### Prologo
1. Sinfonia
2. Non perché congiurati (Nettuno, Vistola)
3. Biondo Dio del bel Permesso (Numi delle acque)
4. Tra gli ardori (Numi delle acque)
5. Poscia che’l Cielo (Nettuno, Numi delle acque)

### Scena I
1. Sinfonia
2. Così, perfida Alcina (Melissa)
3. Qui si può dire (Damigelle)
4. Quanto per dolce e mia beata sorte (Ruggiero, Alcina)
5. Quando Amor l’arco vuol tendere (Una Damigella)
6. Rimanti, ò mio Signore (Alcina, Ruggiero)
7. Aure volanti (Damigelle)
8. O quanto è dolce amar (Ruggiero)
9. Per la più vaga e bella (Pastore, Ruggiero)
10. Chi nel fior di giovinezza (Sirena, Ruggiero)
11. Il risveglio di Ruggiero (improvizace pro bicí nástroje)
12. Ecco l’ora ecco il punto (Melissa, Ruggiero)
13. Ruggier de’ danni asprissimi (Piante incantate, Ruggiero, Melissa)
14. O bei pensieri volate (Damigelle)
15. Qui lasciai la mia vita (Alcina, una Damigella)
16. Non so qual sia maggiore (Nunzia, Alcina)
17. Ahi, Melissa (Alcina, una Damigella, Ruggiero)
18. Pur quel noioso aspetto (Ruggiero, Melissa)

### Scena II
1. Proverà, crudeltà (Mostri)
2. E come ohimè (Astolfo, Melissa, Alcina)

### Scena III
1. O miseri mortali (Melissa)

### Scena IV
1. Ballo (Il cavalier di Spagna od Magistro Rofino)
2. Versate occhi (Dama disincantata, Melissa)
3. Ai diletti, al gioire (sbor)
4. Ballo (Battaglia del Barabasso od Andrea Falconieriho)
5. Tosche, del sol più belle (sbor)

## Nahrávky
- 2016 orchestry Allabastrina a La Pifarescha, dirigentka: Elena Sartori, nahráno ve Ferraře v srpnu a září 2016, Glossa, GCD 923902, osoby a obsazení: Elena Biscuola (Alcina), Mauro Borgioni (Ruggiero), Gabriella Martellacci (Melissa), Francesca Lombardi Mazzulli (Siréna, Komorná), Emanuela Galli (Orestův vyslanec), Raffaele Giordani (Neptun, Pastýř), Yiannis Vassilakis (Astolfo).[1]